# Le Samyn des Dames 2025
Pour la course masculine, voir Le Samyn 2025.
La 14e édition du Samyn des Dames a lieu le 4 mars 2025. La course fait partie du calendrier international féminin UCI 2025 en catégorie 1.1. Elle se déroule en même temps que l'épreuve masculine. Elle est remportée par la Néerlandaise Lorena Wiebes.

## Parcours
Partant de Quaregnon, les coureuses rejoignent rapidement une première fois la ligne d'arrivée à Dour après 18,4 km. Ensuite, elles accomplissent quatre fois le circuit local de 25,9 km.

## Récit de la course
Après quelques attaques dont la dernière de la Slovène Eugenia Bujak reprise à moins de 15 kilomètres de la fin de course, la Néerlandaise Lorena Wiebes s’impose au sprint pour signer sa quatrième victoire de la saison et la 96e de sa carrière. Linda Zanetti et Lara Gillespie complètent le podium.

## Classements

### Classement final
| \| Classement général \| Classement général \| Classement général \| Classement général \| Classement général \| \| Coureur \| Coureur \| Pays \| Équipe \| Temps \| \| ------------------ \| ------------------ \| ------------------ \| ------------------ \| ------------------ \| |         |      |        |       |
| |         |      |        |       |
| |         |      |        |       |
| Classement général |         |      |        |       |
| Coureur | Coureur | Pays | Équipe | Temps |

### Points UCI
| Position           | 1er | 2e | 3e | 4e | 5e | 6e | 7e | 8e | 9e | 10e | 11e | 12e | 13e à 15e | 16e à 25e |
| Classement général | 125 | 85 | 70 | 60 | 50 | 40 | 35 | 30 | 25 | 20  | 15  | 10  | 5         | 3         |